# Ian Worthington
Ian Worthington (* 19. März 1958 in Lytham St Annes, Lancashire) ist ein britisch-australischer Althistoriker.
Ian Worthington studierte an den Universitäten Hull (BA 1979) und Durham (MA 1981 bei Peter John Rhodes) in England und an der Monash University in Melbourne (Ph.D. 1987 bei J. R. Ellis). Danach war er zunächst in Australien an den Universitäten University of New England (1988–1993) und University of Tasmania (1993–1997) tätig. Seit 1998 lehrte er in den USA als Professor für Alte Geschichte an der University of Missouri in Columbia (Missouri), 2017 wechselte er nach Australien an die Macquarie University in Sydney.
Worthington ist ein international anerkannter Experte für den Hellenismus und hat sich in mehreren Arbeiten mit Alexander dem Großen auseinandergesetzt, wobei er grundsätzlich zu einer eher distanzierten bis negativen Beurteilung neigt. Seit 2004 ist er Hauptherausgeber (Editor in Chief) von Brill’s New Jacoby.

## Schriften
- A historical commentary on Dinarchus. Rhetoric and conspiracy in later fourth-century Athens. University of Michigan Press, Ann Arbor 1992, ISBN 0-472-09487-4 (zugleich Dissertation, Monash University 1987).
- Dinarchus and Hyperides. Edited and translated (= Greek orators. Band 2). Aris & Phillips, Warminster 1999, ISBN 0-85668-307-8.
- mit Craig R. Cooper und Edward M. Harris: Dinarchus, Hyperides, and Lycurgus. Translated (= The oratory of classical Greece. Band 5). University of Texas Press, Austin 2001, ISBN 0-292-79142-9.
- Alexander the Great. Man and God. Pearson, Harlow 2004, ISBN 0-582-77224-9.
- Demosthenes, speeches 60 and 61, prologues, letters. Translated with introduction and notes (= The oratory of classical Greece. Band 10). University of Texas Press, Austin 2007, ISBN 978-0-292-71331-4.
- Philip II of Macedonia. Yale University Press, New Haven 2008, ISBN 978-0-300-16476-3.
- Demosthenes of Athens and the fall of classical Greece. Oxford University Press, Oxford 2013, ISBN 978-0-19-993195-8.
- By the spear. Philip II, Alexander the Great, and the rise and fall of the Macedonian empire. Oxford University Press, Oxford 2014, ISBN 978-0-19-992986-3.
- mit Joseph Roisman und Robin Waterfield: Lives of the attic orators. Texts from Pseudo-Plutarch, Photius, and the Suda. Oxford University Press, Oxford 2015, ISBN 978-0-19-968766-4.
- Ptolemy I. King and Pharaoh of Egypt. Oxford University Press, Oxford/New York 2016, ISBN 978-0-19-020233-0.
- Athens after empire. A history from Alexander the Great to the Emperor Hadrian. Oxford University Press, Oxford/New York 2021, ISBN 978-0-19-063398-1.
- The last kings of Macedonia and the triumph of Rome. Oxford University Press, Oxford/New York 2023, ISBN 978-0-19-752005-5.